# Gunung Kapalatmada
Der Gunung Kapalatmada (deutsch Berg Kupalatmada, auch Gunung Kaplamada, Gunung Kapalamadan oder Gulung Kepala Madan) ist der höchste Berg der indonesischen Molukkeninsel Buru. Höhenangaben variieren zwischen 2729 m, 2700 m, 2428 m, 1890 m und 1879 m.
Er befindet sich weit im Westen der Insel, im Norden nur 12 km von der Küste entfernt. Alle Hänge sind stark bewaldet. 23 km westlich, an der Westküste der Insel, liegt die nächstgelegene Siedlung, Fogi. Der Gipfel heißt Kuku Gheghan. Politisch gehört er zum Distrikt Buru in der Provinz Maluku. Der Gunung Kapalatmada macht Buru zur achthöchsten Insel (rein) Indonesiens, vierzehnthöchsten Insel Asiens sowie vierunddreißigsthöchsten Insel weltweit. Er gehört sowohl zu den hundert prominentesten als auch zu den hundert dominantesten Bergen Asiens. Er liegt auf Platz 11 der dominantesten Berge Indonesiens, Platz 21 der prominentesten Berge Südostasiens und ist sowohl der zweitprominenteste als auch der zweitdominanteste Berg der Molukken, hinter dem Gunung Binaiya.